# Lampepudsergræs
Lampepudsergræs (Pennisetum alopecuroides) er en flerårig, urteagtig græsart. I sit oprindelige udbredelsesområde bruges arten som husdyrfoder, mens den både i Europa og Nordamerika bliver dyrket som prydplante på grund af de lange, lådne frugtstande (”aks”).

## Kendetegn
Lampepudsergræs er en staude med en tueformet vækst (græs). Stænglerne er tynde, furede og beklædt med fine hår. Bladene er grundstillede og danner en tæt tue. De enkelte blade er lange og smalle (henholdsvis 80 x 1 cm) med begge sider græsgrønne til mørkegrønne. Høstfarven er guldgul. Blomsterne sidder på slanke skud, hvor de er samlet i småaks, der tilsammen danner et endestillet, cylinderformet, uægte aks. Småaksene består af to blomster, hvor den lavestsiddende er steril, mens den yderste er frugtbar. De enkelte blomster er reducerede, som det er sædvanligt hos græsserne. Frøene er nødder.
Rodsystemet består af seje, krybende jordstængler og trævleagtige, dybtgående og ens tykke rødder.
Lampepudsergræs når en højde på 1,20 m og en bredde (i tuen) på ca. 0,75 m.

## Hjemsted
Arten er hjemmehørende i Kaukasus, mange af Kinas provinser og på Taiwan. Desuden i et bælte fra Korea og Japan over Filippinerne, Myanmar og det nordøstlige Indien til Indonesien, Australien, New Zealand og Polynesien. Her vokser den fra 0 til 3.200 m højde på bjergskråninger og langs vejkanter.
Chilgapsan provinspark rummer det område, hvor bjerget Chilgapsan ligger, nemlig ved enden af Charyeong bjergkæden. Området ligger syd for Seoul og ud mod det Det gule hav, hvor de voldsomme skift mellem varme somre og kolde vintre med store nedbørsmængder (1600 mm/år) giver basis for en høj biodiversitet. Her vokser arten sammen med bl.a. almindelig fjerbusk, almindelig gyldenris (her i underarten asiatica), almindelig skæbnetræ, amurvin, Asarum sieboldii (en art af hasselurt), asiatisk kaki, butbladet liguster, ellebladet løn, monoløn og ildløn (tre arter af løn), etagekornel, femfingret akebia, fersken og japansk kirsebær (to arter med stenfrugt), fliget kranstop, Fraxinus chinensis (en art af ask), hjertebladet avnbøg, hvid fredløs, hvid morbær, indisk jordbær, japansk asters, japansk bambus, japansk fyr, koreafyr og begfyr (tre arter af fyr), japansk glasbær, japansk kastanje, japansk konval (her varieteten pluriflorum), japansk lærk, japansk peber, japansk styraks, japansk zelkova, Juniperus rigida (en art af ene), Kalopanax, kejsereg, Quercus mongolica og Quercus serrata (tre arter af eg), kejsertræ, kinesisk elefantgræs (her varieteten purpurascens, kaldet "flammegræs"), koreaazalea, liden tvetand, mangeblomstret rose, papirmorbær, rundbladet celaster, russisk skilla, skovmærke, skyrækker, skærmsølvblad, storbladet staudeklematis, tofarvet kløverbusk, vinget benved og åkandemagnolia

## Galleri
- Blade
- Blomster-stand
- Frugt
- Høstfarve
- Biotop

## Note
1. ↑  Flora of China: ’’Pennisetum alopecuroides’’ (engelsk)
2. ↑  Ro-Young Lee, Hyun-Do Jang, Yoon-Young Kim, Sun-Gyu Yang, Hyeok-Jae Choi, Sung-Jin Ji og Byoung-Un Oh: ’’Flora of vascular plants in the Chilgapsan Provincial Park, Korea’’ i ’’Journal of Asia-Pacific Biodiversity’’ 2014, 7, 3 side 237-247
 (engelsk)